# ジェリーと子猫
『ジェリーと子猫』（ジェリーとこねこ、原題：The Unshrinkable Jerry Mouse）は、トムとジェリーの作品の一つ。1964年製作。製作はチャック・ジョーンズ（Chuck Jones）。

## あらすじ
すっかりジェリーを捕まえてしまったトムは、ジェリーを糸で縛りつけ召使いのようにこき使う。そこへ宅配便が届く。豪華なご馳走が届けられたのだと予想して喜ぶトムだったが、中身は一匹の子猫だった。
可愛らしい子猫にジェリーは一目惚れ。一方でトムは憂鬱だった。こんな可愛らしい子猫がこの家に来たら自身の居場所は無い。下手をすれば邪魔者として追い出されてしまうかもしれない。そこでトムは先手を打とうと、主人が外出した直後にその子猫を家から追い出そうとするが、ジェリーがそれを黙って見過ごすはずもなくあの手この手で子猫を取り返す。こうしてトムとジェリーによる子猫の奪い合いが始まった。
最終的にジェリーはトムを戸外へ追いやり締め出す。窓の外から「中に入れないとひどい目にあうぞ！」と脅すトムを無視して子猫にミルクを与えるジェリー。これを見たトムはカンカンに怒り玄関から強行突入を図るも、幾度となくジェリーの罠にかかり屋内外を行ったり来たり。ついには身動きを封じられた所でジェリーによる尻叩きの刑を受け、耐え兼ねたトムはついに降参。
今度はトムが2匹の召使いにされてしまうのだった。

## 登場キャラクター
トム
ジェリーを糸で縛り付けて召し使いとして酷使。やがて新たにやって来た子猫に居場所を乗っ取られ自身が追い出されることを危惧し子猫を追い出そうとするも、ジェリーに力づくで阻止された上に懲らしめられ、降参の白旗を上げる。最後は子猫とジェリーの召し使いにさせられた。
ジェリー
トムの飼い主が購入した可愛い子猫に一目惚れし、ミルクを与えるなどして世話をしたり、身を挺してトムから守ろうとする。最後は2階の窓に挟まったトムの尻を板で叩いて懲らしめた。
子猫
トムの家に宅配便で届けられ、その愛らしい容姿でジェリーを虜にする。トムから追い出されそうになるもクッションで受け止め救ってくれたジェリーに感謝し、トムのミルクをジェリーより飲ませてもらった。
飼い主
トムの飼い主である女性。宅配便受取伝票に署名し、箱を開封して子猫を抱いている。子猫を受け取ったその後、どこかへ外出している。

## スタッフ
- 製作・監督 - チャック・ジョーンズ
- 作画 - ケン・ハリス　トム・レイ　ディック・トンプソン　ベン・ワーシャム　ドン・トウスリー
- 脚本 - チャック・ジョーンズ　マイケル・マルティーズ
- 背景 - フィリップ・デガード
- 音楽 - ユージン・ポッダニー